# Gestió de contingut empresarial
La gestió de contingut empresarial o ECM (de l'anglès Enterprise Content Management) és un conjunt de tecnologies amb la finalitat de capturar, emmagatzemar, preservar i processar continguts i documents relacionats amb els processos organitzatius. Les eines i estratègies ECM permeten la gestió de la informació no estructurada d'una organització.

## Definició
El terme va ser definit l'any 2000 per l'AIIM (Associació Internacional per la Gestió d'Informació i Imatges), associació mundial de les empreses de gestió de continguts. L'AIIM ha anat redefinint el terme ECM diverses vegades per així reflectir la creixent importància sobre la gestió d'informació empresarial.

### Finals del 2005
La gestió de continguts empresarials són les tecnologies utilitzades per capturar, gestionar, emmagatzemar, preservar i lliurar continguts i documents relacionats amb els processos de l'organització.

### Principis del 2006
La gestió de continguts empresarials són les tecnologies utilitzades per capturar, gestionar, emmagatzemar, preservar i lliurar continguts i documents relacionats amb els processos de l'organització.
Les eines i estratègies de l'ECM permeten la gestió en una organització de la informació no estructurada, allà on es trobi aquesta informació.

### A principis del 2008
La gestió de continguts empresarials són les tecnologies utilitzades per capturar, gestionar, emmagatzemar, preservar i lliurar continguts i documents relacionats amb els processos organitzatius. Les eines i estratègies de l'ECM permeten la gestió en una organització de la informació no estructurada, allà on es trobi aquesta informació.

### A principis del 2010
La gestió de continguts empresarials són totes les estratègies, mètodes i eines utilitzades per capturar, gestionar, emmagatzemar, preservar i lliurar continguts i documents relacionats amb els processos organitzatius. L'ECM abasta la gestió de la informació en tot l'àmbit de l'empresa, ja sigui que la informació es presenti en forma de document en paper, un arxiu electrònic, un flux d'impressió d'una base de dades o fins i tot un correu electrònic.
La darrera definició abasta totes les àrees que tradicionalment han estat abordades per la gestió de documents i els sistemes de gestió documental. També comprèn la conversió de dades entre diferents formats, incloent-hi el paper i el microfilm.
ECM és un terme general que engloba la gestió de documents, de continguts web, cerques, col·laboració, gestió de registres, gestió d'actius digitals o DAM (de l'anglès Digital Asset Management), de fluxos de treball, captura i digitalització. ECM se centra principalment en la gestió del cicle de vida de la informació, des de la publicació inicial o creació, del seu arxivatge, i finalment, de l'eliminació.
Les aplicacions ECM es lliuren en tres modalitats: en les instal·lacions (on-premise), programari com a servei o SaaS (de l'anglès software as a service, la informació s'emmagatzema en el sistema del fabricant), o una solució híbrida integrada per ambdós, components instal·lats i components SaaS.
ECM té com a objectiu facilitar la gestió de la informació corporativa, simplificant l'emmagatzematge, la seguretat, el control de versions, l'encaminament de processos i la retenció. Els beneficis de la seva utilització en una organització inclouen la millora de l'eficiència, un millor control i la reducció de costos.

## Característiques
La gestió de continguts empresarials no és un solució tancada ni un producte diferenciat. Juntament amb les tecnologies de gestió documental o la gestió del cicle de vida documental, els ECM són només un terme que engloba una gran varietat de tecnologies i programaris específics.
En un article de ComputerWoche, Ulrich Kampffmeyer va definir 3 idees clau que diferencien aquestes solucions de les específiques de la gestió de continguts web:
- La gestió de continguts empresarials com un middleware d'integració: l'ECM s'utilitza per a superar les restriccions de les aplicacions. L'usuari no s'adona que està utilitzant un ECM, per tant, arquitectures com EAI (de l'anglès enterprise application integration) o SOA (de l'anglès service-oriented architecture) prenen un rol important en la seva implementació.
- Els components de gestió de continguts empresarials com a serveis independents: la funcionalitat de l'ECM es proveeix com un servei donat per una varietat d'aplicacions. L'avantatge d'aquest enfocament és que només hi ha un servei general que proveeix la funcionalitat, i així evitar la redundància i el sobrecost en el manteniment de funcionalitats paral·leles.
- La gestió de continguts empresarials com un repositori uniforme per a tots els tipus d'informació: l'ECM s'utilitza com un magatzem de continguts (com un magatzem de dades i documents) que combina la informació de l'organització a un repositori amb una estructura uniforme. Així s'eliminen les redundàncies i els problemes de consistència de les dades. Aquí juguen un rol important la integració de continguts i la gestió del cicle de vida de la informació o ILM (de l'anglès information lifecycle management).

Els ECM són una col·lecció d'infraestructures que formen un model multicapa que inclou totes les tecnologies relacionades amb la documentació per a tractar informació estructurada i no estructurada de forma conjunta.

## Components
Els ECM combinen components que poden ser utilitzats com a sistemes autònoms dintre d'una sistema global empresarial.
S'han definit 5 components i tecnologies en els quals consta un ECM: la captura, la gestió, l'emmagatzematge, la preservació i el lliurament.

### Captura
La captura implica la incorporació a través de la conversió de documents en formats físics mitjançant la digitalització o la recol·lecció de documents electrònics per donar-los una estructura que permeti la seva gestió. Les tecnologies de captura també inclouen la generació de metadades per a descriure les característiques dels documents i així facilitar la seva recuperació a través dels cercadors.

### Gestió
Aquesta categoria inclou 5 àrees d'aplicació:
- La gestió de documents (Document management o DM)
- La col·laboració (o programaris col·laboratius)
- Gestió de continguts web
- Gestió documents
- Gestió de fluxos de treball (Business process management o BPM)

Els components de gestió de documents i de continguts web, la col·laboració i la gestió de fluxos de treball fan referència a la part dinàmica del cicle de vida de la informació. La gestió documental se centra a gestionar els documents finals segons les normatives en matèria de conservació de documents de l'organització, que a més han de complir els reglaments governamentals i els estàndards (per exemple, les normes ISO 30300 de gestió documental).

### Emmagatzematge
Els components d'emmagatzematge guarden informació no rellevant o bé que s'està preparant o està preparada per a ser preservada. Encara que s'utilitzin mitjans que permetin la conservació final, aquests es segueixen considerant separats del component de preservació.
Es poden dividir en 3 categories: els repositoris com a llocs d'emmagatzematge; els serveis d'arxiu com a components d'administració dels repositoris; i les tecnologies d'emmagatzematge.

### Preservació
La preservació implica l'emmagatzematge a llarg termini, garantint la seguretat i la invariabilitat de la informació. D'aquesta característica normalment se n'encarrega el component de gestió documental de l'ECM, molts dels quals estan dissenyats per a complir estàndards i normes industrials.
Els arxius electrònics, tot i ser un concepte relatiu als ECM, ofereixen funcionalitats més àmplies que els components de preservació dels ECM. Aquests sistemes normalment consisteixen en la combinació de programaris d'administració com els de gestió documental, de gestió de documents i d'imatges, serveis d'arxiu o sistemes de cerca i de subsistemes d'emmagatzematge.

### Lliurament
Els components de lliurament de l'ECM presenten la informació que es troba en els components de gestió, emmagatzematge i preservació. Aquesta funcionalitat també s'anomena "sortida" ("output") i de vegades també s'acaba descrivint com a gestió de la sortida.
Els components del lliurament es divideixen en 3 grups: tecnologies de la transformació, tecnologies de la seguretat i la distribució. Els sistemes de transformació i seguretat són serveis considerats com a middleware, i haurien d'estar disponibles a tota la resta de components de l'ECM de forma transversal. Per a confeccionar la sortida calen dos funcions de principal importància: el disseny i la disposició, que aquests juntament amb les eines que permeten la publicació es pot representar la informació de forma que permeti la distribució.
Resumint, el lliurament s'encarrega de donar informació als usuaris. La distribució segura, la col·laboració i el control de versions prenen la iniciativa, i en molts casos, encara es poden trobar com a components autònoms, sense ésser incorporats dintre de l'ECM. Els diferents components del lliurament permeten donar informació als usuaris i a la vegada controlar la seva utilització.